# Xenios
Xenios (altgriechisch Ξένιος Xénios oder episch Ξείνιος Xeínios, deutsch ‚fremd‘) ist einer der vielen Beinamen des olympischen Gottes Zeus in der griechischen Mythologie.
Als Zeus Xenios wurde er verehrt als der Gott und Schützer der Gäste und der Gastfreundschaft. An vielen Orten sind eigene Kultvereine seiner Verehrung gewidmet, in Rhodos etwa unter dem Namen „Diosxeniasten“ (Διὸς Ξεινιασταί Diòs Xeiniastaí). Das Hauptheiligtum der Samaritaner, der Tempel in Garizim, wurde unter Antiochos IV. Epiphanes an Zeus Xenios umgeweiht.
Von einem Schüler des Bildhauers Praxiteles namens Papylos ist überliefert, dass er eine Statue des Zeus Xenios gefertigt habe.
Die römische Namensform ist Iuppiter hospes oder hospitalis. Auch andere Götter wurden mit dem Beinamen belegt, so etwas Apollon, Asklepios, Eros und Poseidon. Mit der weiblichen Form Xenia konnten etwa Athena und Aphrodite angerufen werden.